# Alpe Adria Cup 2016-2017
L'Alpe Adria Cup 2016-2017 è stata la 2ª edizione dell'Alpe Adria Cup. La vittoria del torneo fu appannaggio degli slovacchi del Komárno vincitori sui sloveni dell'Helios Domžale.

## Squadre partecipanti
| Slovenia - Helios Domžale - Primorska - Rogaška - Šentjur - Zlatorog Laško | Austria - Kapfenberg Bulls - Klosterneuburg - Traiskirchen Lions | Croazia - Vrijednosnice Osijek - Zabok | Slovacchia - Komárno - Patrioti Levice | Rep. Ceca - Děčín |

## Formato
Nella prima fase, denominata Regular Season, le 13 squadre sono divise in 3 gironi da 3 squadre, e un girone da 4 squadre, e si incontrano in partite di andata e ritorno. Le migliori 2 squadre di ogni girone, passano alla fase successiva, ad eliminazione diretta, che parte dagli quarti di finale.

## Regular season

### Gruppo A
|    | Squadra              | G | V | P | PF  | PS  | Dif  | P.ti | Qual.   |
| -- | -------------------- | - | - | - | --- | --- | ---- | ---- | ------- |
| 1. | Zlatorog Laško       | 6 | 5 | 1 | 469 | 351 | +118 | 11   | playoff |
| 2. | Primorska            | 6 | 4 | 2 | 404 | 381 | +23  | 10   | playoff |
| 3. | Vrijednosnice Osijek | 6 | 2 | 4 | 420 | 441 | −21  | 8    |         |
| 4. | Klosterneuburg       | 6 | 1 | 5 | 349 | 469 | −120 | 7    |         |

### Gruppo B
|    | Squadra            | G | V | P | PF  | PS  | Dif | P.ti | Qual.   |
| -- | ------------------ | - | - | - | --- | --- | --- | ---- | ------- |
| 1. | Helios Domžale     | 4 | 3 | 1 | 296 | 257 | +39 | 7    | playoff |
| 2. | Traiskirchen Lions | 3 | 2 | 1 | 183 | 185 | −2  | 5    | playoff |
| 3. | Zabok              | 3 | 0 | 3 | 208 | 245 | −37 | 3    |         |

### Gruppo C
|    | Squadra          | G | V | P | PF  | PS  | Dif | P.ti | Qual.   |
| -- | ---------------- | - | - | - | --- | --- | --- | ---- | ------- |
| 1. | Patrioti Levice  | 4 | 3 | 1 | 315 | 287 | +28 | 7    | playoff |
| 2. | Kapfenberg Bulls | 4 | 3 | 1 | 308 | 312 | −4  | 7    | playoff |
| 3. | Šentjur          | 4 | 0 | 4 | 281 | 305 | −24 | 4    |         |

### Gruppo D
|    | Squadra | G | V | P | PF  | PS  | Dif | P.ti | Qual.   |
| -- | ------- | - | - | - | --- | --- | --- | ---- | ------- |
| 1. | Rogaška | 4 | 3 | 1 | 299 | 257 | +42 | 7    | playoff |
| 2. | Komárno | 4 | 2 | 2 | 279 | 300 | −21 | 6    | playoff |
| 3. | Děčín   | 4 | 1 | 3 | 267 | 288 | −21 | 5    |         |

## Fase finale

### Tabellone
|  | Quarti di finale | Quarti di finale   | Quarti di finale |                |   | Semifinali     | Semifinali | Semifinali |  |  | Finale | Finale  | Finale |
|  |                  |                    |                  |                |   |                |            |            |  |  |        |         |        |
|  | 1                | Zlatorog Laško     | 1                |                |   |                |            |            |  |  |        |         |        |
|  | 8                | Traiskirchen Lions | 1                |                |   |                |            |            |  |  |        |         |        |
|  | 8                | Traiskirchen Lions | 1                |                |   | Zlatorog Laško | 1          |            |  |  |        |         |        |
|  |                  |                    |                  |                |   | Zlatorog Laško | 1          |            |  |  |        |         |        |
|  |                  |                    | Komárno          | 1              |   |                |            |            |  |  |        |         |        |
|  | 4                | Komárno            | Komárno          | 1              | 1 |                |            |            |  |  |        |         |        |
|  | 4                | Komárno            |                  |                | 1 |                |            |            |  |  |        |         |        |
|  | 5                | Patrioti Levice    | 1                |                |   |                |            |            |  |  |        |         |        |
|  |                  |                    |                  |                |   |                |            |            |  |  |        | Komárno | 1      |
|  |                  |                    |                  | Helios Domžale | 1 |                |            |            |  |  |        |         |        |
|  | 3                | Helios Domžale     | 2                |                |   |                |            |            |  |  |        |         |        |
|  | 6                | Primorska          | 0                |                |   |                |            |            |  |  |        |         |        |
|  | 6                | Primorska          | 0                |                |   | Helios Domžale | 2          |            |  |  |        |         |        |
|  |                  |                    |                  |                |   | Helios Domžale | 2          |            |  |  |        |         |        |
|  |                  |                    | Rogaška          | 0              |   |                |            |            |  |  |        |         |        |
|  | 2                | Rogaška            | Rogaška          | 0              | 1 |                |            |            |  |  |        |         |        |
|  | 2                | Rogaška            |                  |                | 1 |                |            |            |  |  |        |         |        |
|  | 7                | Kapfenberg Bulls   | 1                |                |   |                |            |            |  |  |        |         |        |

| Alpe Adria Cup 2016-2017 |
| ------------------------ |
| Komárno 1º titolo        |

## Squadra vincitrice
| N° | Naz.                   | Ruolo | Sportivo           |  | Alt. |  |
| -- | ---------------------- | ----- | ------------------ |  | ---- |  |
| 0  | Stati Uniti (bandiera) | A     | Wayne Langston     |  | 201  |  |
| 3  | Slovacchia (bandiera)  | C     | Boris Bojanovský   |  | 217  |  |
| 6  | Slovacchia (bandiera)  | P     | Matúš Jurčina      |  | 187  |  |
| 8  | Slovacchia (bandiera)  | AP    | Matej Marchyn      |  | 192  |  |
| 9  | Slovacchia (bandiera)  | GA    | Patrik Petrovský   |  | 197  |  |
| 10 | Rep. Ceca (bandiera)   | AP    | Filip Halada       |  | 198  |  |
| 11 | Slovenia (bandiera)    | A     | Siniša Bilič       |  | 201  |  |
| 13 | Slovacchia (bandiera)  | A     | Andrej Kuffa       |  | 203  |  |
| 15 | Slovacchia (bandiera)  | AG    | Roman Vido         |  | 204  |  |
| 20 | Slovenia (bandiera)    | P     | Boban Tomić        |  | 190  |  |
| 21 | Slovacchia (bandiera)  | C     | Michal Máslík      |  | 209  |  |
| 25 | Serbia (bandiera)      | G     | Vuk Đorđević       |  | 193  |  |
| 30 | Stati Uniti (bandiera) | P     | Farad Cobb         |  | 183  |  |
| 51 | Slovacchia (bandiera)  | G     | Igor Kürthy        |  | 190  |  |
| 55 | Slovacchia (bandiera)  | A     | Lukás Pigliafreddo |  | 201  |  |
|    | Slovacchia (bandiera)  | All.  | Richard Duris      |  |      |  |